# Xinqing
Der Stadtbezirk Xinqing (chinesisch 新青区, Pinyin Xīnqīng Qū) der bezirksfreien Stadt Yichun in der chinesischen Provinz Heilongjiang im Nordosten der Volksrepublik China hat eine Fläche von 1.181 km² und zählt etwa 50.000 Einwohner (2004).